# When We Left Earth: The NASA Missions
When We Left Earth: The NASA Missions, dokumentarna miniserija Discovery Channela o američkim svemirskim letovima s ljudskom posadom. Nastala je u suradnji s NASA-om povodom njene 50. obljetnice 2008. godine. Obuhvaća programe Mercury, Gemini, Apollo, Space Shuttle te izgradnju Međunarodne svemirske postaje.